# Марко Насті
Марко Насті (італ. Marco Nasti, нар. 17 вересня 2003, Павія, Італія) — італійський футболіст, нападник клубу «Кремонезе».

## Ігрова кар'єра

### Клубна
Марко Насті є вихованцем клубної академії «Мілана». У 2022 році футболіста було включено до заявки першої команди «Мілана». Але для набору ігрової практики Насті одразу відправився в оренду в клуб Серії В «Козенца», де він провів наступний сезон.
Сезон 2023/24 футболіст також провів в оренді, граючи в клубі «Барі».
У 2024 році Насті повернувся до «Мілана» і відзначався забитими голами у літніх спаррингах. Також він провів кілька матчів у складі молодіжної команди «Мілана». Але в серпні 2024 року Насті вже як вільний агент перейшов до «Кремонезе», з яким підписав контракт до 2028 року. І вже в першому сезоні через перехідний плей - оф разом з командою вийшов до Серії А.

### Збірна
У 2022 році в складі юнацької збірної Італії (U-19) Насті брав участь у юнацькому чемпіонаті Європи, де команда Італії дійшла до півфіналу.
8 вересня 2023 року Марко Насті дебютував у складі молодіжної збірної Італії.